# Mainzer Stadtwerke

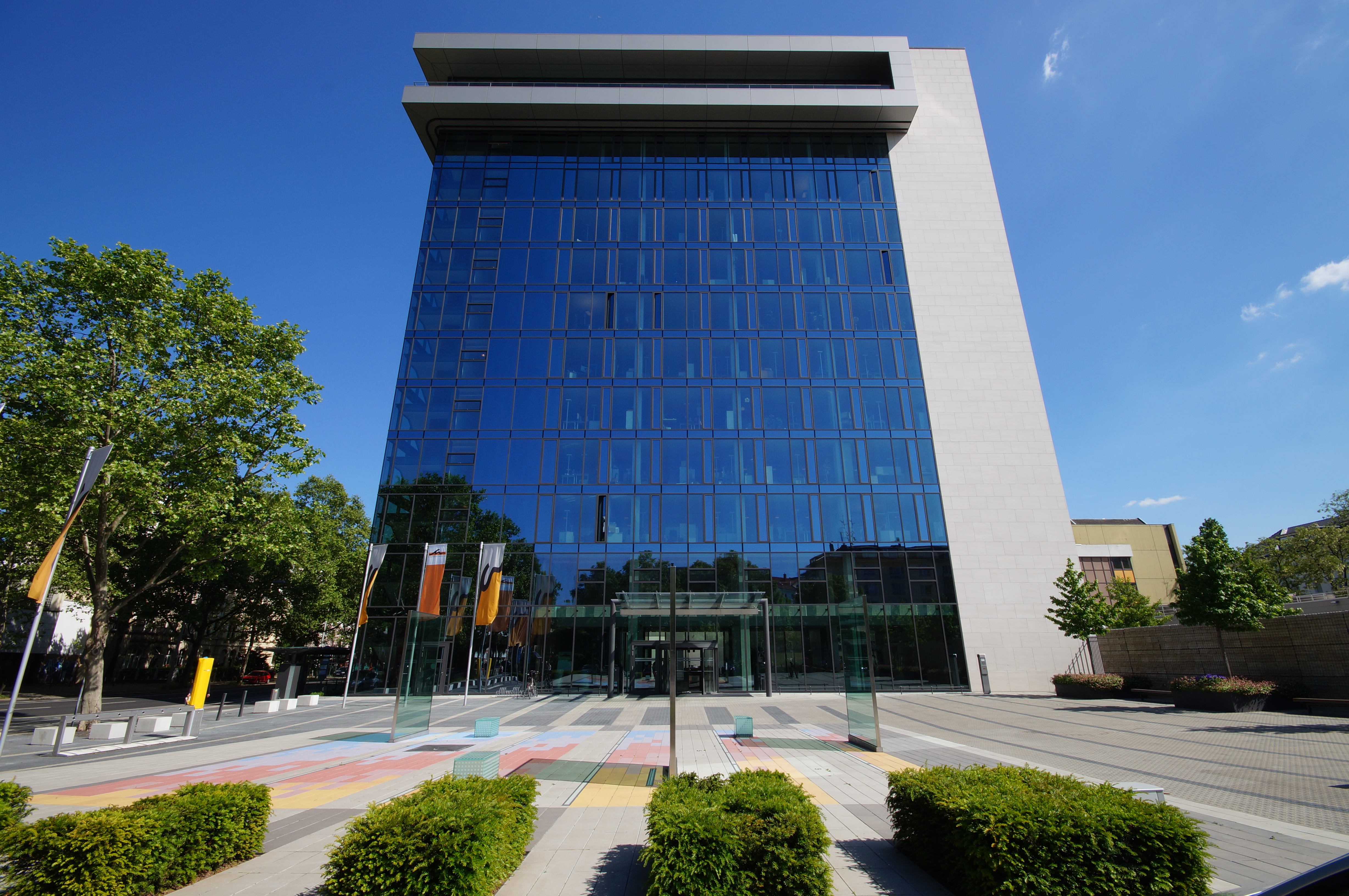
Der Hauptsitz der Mainzer Stadtwerke in der Rheinallee

Die Mainzer Stadtwerke AG (MSW) ist ein kommunales Unternehmen der Stadt Mainz und stellt Dienstleistungen und Produkte in den Kernbereichen Strom-, Gas- und Wasserversorgung sowie Wassergewinnung und öffentlicher Personennahverkehr für die Stadt Mainz und umliegende Gemeinden zur Verfügung.

## Mainzer Mobilität
Die MSW ist an circa 50 Einzelunternehmen und Ausgliederungen beteiligt. So ist beispielsweise die Mainzer Verkehrsgesellschaft (MVG) ein hundertprozentiges Tochterunternehmen. Die MVG betreibt unter dem Markennamen „Mainzer Mobilität“ in Mainz und einigen benachbarten Bereichen den Öffentlichen Nahverkehr mit Bussen und Straßenbahnen sowie das Fahrradvermietsystem MVGmeinRad.

## Bäderbetrieb
Anfang 2018 hat die Stadtwerke-Unternehmensgruppe das Taubertsbergbad oberhalb des Mainzer Hauptbahnhofs übernommen. Verantwortlich für den Betrieb ist die Mainzer Stadtbad GmbH – ebenfalls eine 100-prozentige Tochtergesellschaft der MSW.

## Telekommunikation
Die MSW-Tochter Mainzer Breitband GmbH bietet ihren Kunden Internet- und Telekommunikationsdienstleistungen im Gigabit-Bereich an.

## Energieversorgung
Seit Oktober 2016 bietet die Mainzer Stadtwerke Energie und Service GmbH unter der Marke „Mainzer Energie“ in Mainz und Umgebung wieder Strom- und Gasprodukte an. Mit der benachbarten Stadt Wiesbaden gibt es gemeinschaftliche Beteiligungen, so zum Beispiel bei der Kraftwerke Mainz-Wiesbaden AG, an denen die Mainzer Stadtwerke AG und die ESWE Versorgungs AG je 50 % der Anteile halten. Darüber hinaus ist die Mainzer Stadtwerke AG in der Infrastrukturentwicklung unterwegs, beispielsweise bei der Entwicklung des Mainzer Zollhafens sowie des Heiligkreuzviertels in Mainz zu großen Wohn- und Geschäftsvierteln.

## Mainzer Fernwärme
Die Mainzer Fernwärme GmbH (MFW) ist seit ihrer Gründung im Jahr 1960 für die Verteilung und den Absatz von Wärme in Mainz zuständig, die vor allem durch Kraft-Wärme-Kopplung in Gaskraftwerken und einem Müllheizkraftwerk umweltfreundlich hergestellt wird. Die Mainzer Fernwärme GmbH hieß bis zur Umfirmierung Ende 2016 Heizkraftwerk GmbH Mainz (HKW). Die Mainzer Stadtwerke AG hält zwei Drittel der Anteile, die Kraftwerke Mainz-Wiesbaden AG das andere Drittel, die auch die operative Betriebsführung übernimmt.

### Verteilung
Die MFW betreibt ein Wärmenetz von 95 km Länge, an das rund 1000 größere Gebäude und Weiterverteiler angeschlossen sind, sowie ein kleineres Nahwärmenetz auf der anderen Rheinseite in Mainz-Kastel. 
Der Fernwärmeabsatz betrug im Jahr 2018 rund 400 GWh, bei einer thermischen Anschlussleistung von 243 MW. 

Die Netzeinspeisung betrug 454 GWh, damit lagen die Netzverluste bei ca. 12 %. 
Mainzer Fernwärme beziehen derzeit etwa 2500 Kunden, dabei handelt es sich meist um größere Verbraucher 
wie etwa Landesbehörden, die Universität, die Unikliniken, der Dom oder das Mainzer Rathaus. 
Auch die Rasenheizung der Mewa Arena des 1. FSV Mainz 05 wird mit Fernwärme betrieben. 

Die gesamte Wärmeabgabe entspricht gut 50.000 modernen Einfamilienhäusern. 
Die Mainzer Fernwärme ist ein wichtiger Baustein im „Masterplan 100 Prozent Klimaschutz Mainz“ der Stadt. Als laufende Erschließungsprojekte stehen der Zoll- und Binnenhafen und das Heilig-Kreuz-Areal im Fokus. 

Mit Stand April 2017 wurde ein Primärenergiefaktor der Wärmeversorgung von 0,32 und ein spezifischer CO2-Emissionsfaktor von 92 g/kWh zertifiziert.

### Erzeugung
Die Wärmegrundlast liefert das Mainzer Müllheizkraftwerk der Entsorgungsgesellschaft Mainz mbH (EGM) auf der Ingelheimer Aue in Mainz. Die Erzeugung der Fernwärme in der Mittellast übernehmen das Gas- und Dampfkraftwerk (elektrische Leistung 400 MW) sowie das BHKW (10*10 MW Motoren) der Kraftwerke Mainz-Wiesbaden AG (KMW). Ein Fernwärmespeicher (750 MWh) dient zur Flexibilisierung der elektrischen Kraftwerksleistung unabhängig von der Wärmelast. Für die Spitzen- und Reservelast betreibt die MFW drei eigene Heizwerke (Bauerngasse, Universität und Mainz-Kastel: in Summe 165 MW) im Stadtgebiet, die 9 % der Wärme bereitstellen, die restlichen 91 % wurden von den KWK-Anlagen auf der Ingelheimer Aue bezogen. Zusätzlich setzt das Unternehmen seit Mai 2013 einen E-Kessel (Power-to-Heat) mit 20 MW im Regelenergiemarkt ein.

## Beteiligungen (Auswahl)
- Mainzer Netze GmbH (100 % Beteiligung)
- Mainzer Stadtwerke Energie und Service GmbH (100 % Beteiligung)
- Mainzer Verkehrsgesellschaft mbH (MVG) (100 % Beteiligung)
- Mainzer Stadtbad GmbH (100 % Beteiligung)
- Mainzer Breitband GmbH (100 % Beteiligung)
- Überlandwerk Groß-Gerau GmbH (ÜWG) (95 % Beteiligung)
- Mainzer Fernwärme GmbH (MFW) (2/3 Beteiligung)
- Kraftwerke Mainz-Wiesbaden AG (KMW) (50 %)
- Energiepark Mainz[11]